# Ligat ha’Al 2021/22
Die Ligat ha’Al 2021/22 war die 23. Spielzeit seit ihrer Einführung unter diesem Namen im Jahre 1999 und die 80. Spielzeit der höchsten israelischen Spielklasse im Männerfußball. Sie begann am 28. August 2021 und endete am 22. Mai 2022. Meister wurde Titelverteidiger Maccabi Haifa.

## Modus
Die 14 Mannschaften spielten zunächst jeweils zweimal gegeneinander. Danach wurde die Liga geteilt; die besten sechs Teams qualifizierten sich für die Meisterrunde, die letzten acht für die Abstiegsrunde. Die Punkte aus der Vorrunde wurden jeweils mitgenommen.
Der Meister nahm an der 1. Qualifikationsrunde der Champions League teil, der Zweite, Dritte und Pokalsieger an der 2. Qualifikationsrunde der Europa Conference League. Die beiden letzten Vereine stiegen direkt ab.

## Mannschaften
Aufgestiegen waren die Mannschaften Hapoel Nof HaGalil und Hapoel Jerusalem; nicht mehr dabei waren die Absteiger der letzten Saison Bne Jehuda Tel Aviv und Hapoel Kfar Saba.
| Verein                      | Stadt          | Stadion                            | Kapazität |
| --------------------------- | -------------- | ---------------------------------- | --------- |
| Beitar Jerusalem            | Jerusalem      | Teddy-Stadion                      | 0031.733  |
| Hapoel Jerusalem            | Jerusalem      | Teddy-Stadion                      | 31.733    |
| Hapoel Haifa                | Haifa          | Sammy-Ofer-Stadion                 | 0030.942  |
| Maccabi Haifa               | Haifa          | Sammy-Ofer-Stadion                 | 30.942    |
| Hapoel Tel Aviv             | Tel Aviv-Jaffa | Bloomfield-Stadion                 | 29.400    |
| Maccabi Tel Aviv            | Tel Aviv-Jaffa | Bloomfield-Stadion                 | 29.400    |
| Hapoel Be’er Scheva         | Be’er Scheva   | Turner-Stadion                     | 16.126    |
| Maccabi Netanja             | Netanja        | Netanja-Stadion                    | 13.610    |
| Hapoel Hadera               | Netanja        | Netanja-Stadion                    | 13.610    |
| Maccabi Petach Tikwa        | Petach Tikwa   | HaMoshava-Stadion                  | 11.500    |
| FC Bnei Sachnin             | Sachnin        | Doha-Stadion                       | 08.500    |
| MS Aschdod                  | Aschdod        | HaYud-Alef-Stadion                 | 07.800    |
| Hapoel Ironi Kirjat Schmona | Kirjat Schmona | Städtisches Stadion Kirjat Schmona | 05.300    |
| Hapoel Nof HaGalil          | Nof HaGalil    | Green-Stadion                      | 05.200    |

## Vorrunde

### Tabelle
| Pl. | Verein                      | Sp. | S  | U  | N  | Tore    | Diff. | Punkte |
| --- | --------------------------- | --- | -- | -- | -- | ------- | ----- | ------ |
| 1.  | Maccabi Haifa (M)           | 26  | 18 | 5  | 3  | 062:190 | +43   | 59     |
| 2.  | Hapoel Be’er Scheva         | 26  | 16 | 7  | 3  | 039:170 | +22   | 55     |
| 3.  | Maccabi Tel Aviv (P)        | 26  | 16 | 5  | 5  | 048:310 | +17   | 53     |
| 4.  | FC Bnei Sachnin             | 26  | 12 | 6  | 8  | 028:290 | −1    | 42     |
| 5.  | Maccabi Netanja             | 26  | 10 | 10 | 6  | 034:270 | +7    | 40     |
| 6.  | Hapoel Tel Aviv             | 26  | 10 | 8  | 8  | 036:310 | +5    | 38     |
| 7.  | Hapoel Hadera               | 26  | 9  | 9  | 8  | 022:280 | −6    | 36     |
| 8.  | Hapoel Ironi Kirjat Schmona | 26  | 9  | 6  | 11 | 029:320 | −3    | 33     |
| 9.  | Hapoel Haifa                | 26  | 8  | 6  | 12 | 033:370 | −4    | 30     |
| 10. | MS Aschdod                  | 26  | 8  | 3  | 15 | 028:440 | −16   | 27     |
| 11. | Hapoel Jerusalem (N)        | 26  | 5  | 8  | 13 | 019:350 | −16   | 23     |
| 12. | Beitar Jerusalem            | 26  | 5  | 7  | 14 | 023:360 | −13   | 22     |
| 13. | Maccabi Petach Tikwa        | 26  | 5  | 6  | 15 | 027:370 | −10   | 21     |
| 14. | Hapoel Nof HaGalil (N)      | 26  | 4  | 8  | 14 | 020:450 | −25   | 20     |

Platzierungskriterien: 1. Punkte – 2. Tordifferenz – 3. Siege – 4. geschossene Tore – 5. Direkter Vergleich (Punkte, Tordifferenz, geschossene Tore) – 6. Play-off-Spiel
| (M) | amtierender israelischer Meister     |
| (P) | amtierender israelischer Pokalsieger |
| (N) | Neuaufsteiger der letzten Saison     |

### Kreuztabelle
| 2021/22                     | Maccabi Haifa | Hapoel Be’er Scheva | Maccabi Tel Aviv | FC Bnei Sachnin | Maccabi Netanja | Hapoel Tel Aviv | HAD | Hapoel Ironi Kirjat Schmona | Hapoel Haifa | MS Aschdod | JER    | Beitar Jerusalem | Maccabi Petach Tikwa | Hapoel Nof HaGalil |
| --------------------------- | ------------- | ------------------- | ---------------- | --------------- | --------------- | --------------- | --- | --------------------------- | ------------ | ---------- | ------ | ---------------- | -------------------- | ------------------ |
| Maccabi Haifa               |               | 1:2                 | 3:2              | 2:1             | 2:0             | 2:0             | 1:0 | 4:0                         | 5:1          | 6:0        | 1:1    | 2:1              | 2:0                  | 1:1                |
| Hapoel Be’er Scheva         | 1:2           |                     | 2:0              | 3:0             | 0:1             | 2:1             | 2:2 | 0:0                         | 3:1          | 1:1        | 3:1    | 3:1              | 1:0                  | 2:0                |
| Maccabi Tel Aviv            | 2:0           | 1:0                 |                  | 1:1             | 2:2             | 1:1             | 3:0 | 1:0                         | 2:0          | 0:2        | 1:0    | 3:1              | 1:1                  | 1:1                |
| FC Bnei Sachnin             | 0:6           | 0:0                 | 3:1              |                 | 1:3             | 1:0             | 1:0 | 0:3                         | 2:2          | 0:1        | 2:1    | 2:0              | 1:0                  | 2:0                |
| Maccabi Netanja             | 1:1           | 1:1                 | 4:2              | 1:0             |                 | 1:1             | 0:2 | 3:1                         | 1:0          | 0:1        | 2:0    | 0:0              | 2:0                  | 1:3                |
| Hapoel Tel Aviv             | 1:3           | 1:1                 | 2:3              | 0:3             | 2:2             |                 | 0:1 | 2:0                         | 0:2          | 2:1        | 1:1    | 1:0              | 2:1                  | 2:2                |
| Hapoel Hadera               | 0:0           | 1:2                 | 0:2              | 2:1             | 1:1             | 0:3             |     | 2:0                         | 1:0          | 2:1        | 0:0    | 1:0              | 1:4                  | 0:0                |
| Hapoel Ironi Kirjat Schmona | 2:1           | 1:2                 | 1:3              | 0:1             | 2:1             | 0:2             | 0:1 |                             | 2:2          | 2:0        | 0:0    | 2:2              | 1:0                  | 1:0                |
| Hapoel Haifa                | 0:1           | 0:1                 | 1:3              | 1:1             | 0:0             | 0:2             | 3:0 | 1:0                         |              | 2:1        | 1:2    | 5:1              | 2:2                  | 3:1                |
| MS Aschdod                  | 2:2           | 1:1                 | 1:3              | 0:1             | 1:3             | 1:4             | 1:2 | 0:2                         | 1:3          |            | 1:0    | 2:0              | 3:4                  | 3:0                |
| Hapoel Jerusalem            | 1:4           | 0:1                 | 1:3              | 0:0             | 2:1             | 0:1             | 1:1 | 0:1                         | 1:1          | 2:0        |        | 0:3              | 1:0                  | 3:1                |
| Beitar Jerusalem            | 0:1           | 0:2                 | 1:2              | 1:1             | 1:1             | 0:2             | 0:0 | 1:1                         | 2:1          | 0:2        | 03:0 1 |                  | 2:1                  | 0:0                |
| Maccabi Petach Tikwa        | 0:4           | 0:1                 | 1:2              | 0:1             | 1:1             | 1:1             | 1:1 | 1:1                         | 2:0          | 0:1        | 3:1    | 0:3              |                      | 4:0                |
| Hapoel Nof HaGalil          | 0:4           | 0:2                 | 1:3              | 1:2             | 0:1             | 2:2             | 1:1 | 2:6                         | 0:1          | 2:0        | 0:0    | 1:0              | 1:0                  |                    |

## Meisterrunde
Die Vereine auf den Plätzen 1–6 nach der Vorrunde spielten im Anschluss um die Meisterschaft. Dabei wurden die Ergebnisse aller 26 Vorrundenspiele übertragen und zwischen den sechs Teams eine weitere Doppelrunde ausgetragen.

### Abschlusstabelle
| Pl. | Verein               | Sp. | S  | U  | N  | Tore    | Diff. | Punkte |
| --- | -------------------- | --- | -- | -- | -- | ------- | ----- | ------ |
| 1.  | Maccabi Haifa (M)    | 36  | 24 | 6  | 6  | 079:270 | +52   | 78     |
| 2.  | Hapoel Be’er Scheva  | 36  | 20 | 10 | 6  | 053:300 | +23   | 70     |
| 3.  | Maccabi Tel Aviv (P) | 36  | 20 | 9  | 7  | 063:380 | +25   | 69     |
| 4.  | Maccabi Netanja      | 36  | 13 | 13 | 10 | 047:410 | +6    | 52     |
| 5.  | Hapoel Tel Aviv      | 36  | 13 | 11 | 12 | 044:470 | −3    | 50     |
| 6.  | FC Bnei Sachnin      | 36  | 13 | 10 | 13 | 033:430 | −10   | 49     |

Platzierungskriterien: 1. Punkte – 2. Tordifferenz – 3. Siege – 4. geschossene Tore – 5. Direkter Vergleich (Punkte, Tordifferenz, geschossene Tore) – 6. Play-off-Spiel
| (M) | amtierender israelischer Meister     |
| (P) | amtierender israelischer Pokalsieger |
| (N) | Neuaufsteiger der letzten Saison     |

### Kreuztabelle
| 2021/22             | Maccabi Haifa | Hapoel Be’er Scheva | Maccabi Tel Aviv | Maccabi Netanja | Hapoel Tel Aviv | FC Bnei Sachnin |
| ------------------- | ------------- | ------------------- | ---------------- | --------------- | --------------- | --------------- |
| Maccabi Haifa       |               | 2:0                 | 1:3              | 4:0             | 3:0             | 1:0             |
| Hapoel Be’er Scheva | 1:0           |                     | 1:0              | 4:1             | 2:2             | 3:1             |
| Maccabi Tel Aviv    | 1:1           | 1:1                 |                  | 2:1             | 5:0             | 0:0             |
| Maccabi Netanja     | 3:0           | 3:0                 | 1:1              |                 | 0:0             | 3:0             |
| Hapoel Tel Aviv     | 0:2           | 2:1                 | 0:2              | 2:1             |                 | 2:1             |
| FC Bnei Sachnin     | 00:3 2        | 1:1                 | 1:0              | 1:1             | 0:0             |                 |

## Abstiegsrunde
Die Vereine auf den Plätzen 7–14 nach der Vorrunde spielten im Anschluss gegen den Abstieg. Dabei wurden die Ergebnisse aller 26 Vorrundenspiele übertragen und zwischen den acht Teams nur eine Einfachrunde ausgetragen. Die vier bestplatzierten Vereine der Vorrunde erhielten dabei ein Heimspiel mehr als die anderen Vier. Nach Abschluss der Runde stiegen die Mannschaften auf den Rängen 13 und 14 in die zweitklassige Liga Leumit ab.

### Abschlusstabelle
| Pl. | Verein                      | Sp. | S  | U  | N  | Tore    | Diff. | Punkte |
| --- | --------------------------- | --- | -- | -- | -- | ------- | ----- | ------ |
| 7.  | Hapoel Ironi Kirjat Schmona | 33  | 14 | 8  | 11 | 048:390 | +9    | 50     |
| 8.  | Hapoel Hadera               | 33  | 11 | 9  | 13 | 034:430 | −9    | 42     |
| 9.  | MS Aschdod                  | 33  | 12 | 3  | 18 | 037:520 | −15   | 39     |
| 10. | Beitar Jerusalem            | 33  | 9  | 10 | 14 | 035:440 | −9    | 37     |
| 11. | Hapoel Haifa                | 33  | 9  | 8  | 16 | 036:470 | −11   | 35     |
| 12. | Hapoel Jerusalem (N)        | 33  | 8  | 9  | 16 | 025:410 | −16   | 33     |
| 13. | Maccabi Petach Tikwa        | 33  | 6  | 9  | 18 | 034:490 | −15   | 27     |
| 14. | Hapoel Nof HaGalil (N)      | 33  | 6  | 9  | 18 | 025:530 | −28   | 27     |

Platzierungskriterien: 1. Punkte – 2. Tordifferenz – 3. Siege – 4. geschossene Tore – 5. Direkter Vergleich (Punkte, Tordifferenz, geschossene Tore) – 6. Play-off-Spiel
| (N) | Neuaufsteiger der letzten Saison |

### Kreuztabelle
| 2021/22                     | Hapoel Ironi Kirjat Schmona | HAD | MS Aschdod | Beitar Jerusalem | Hapoel Haifa | JER | Maccabi Petach Tikwa | Hapoel Nof HaGalil |
| --------------------------- | --------------------------- | --- | ---------- | ---------------- | ------------ | --- | -------------------- | ------------------ |
| Hapoel Ironi Kirjat Schmona |                             | –   | –          | –                | 4:0          | 2:1 | 1:1                  | 2:0                |
| Hapoel Hadera               | 1:4                         |     | 2:3        | 1:2              | –            | 3:1 | –                    | –                  |
| MS Aschdod                  | 1:3                         | –   |            | –                | –            | 0:1 | 1:0                  | 2:0                |
| Beitar Jerusalem            | 3:3                         | –   | 1:0        |                  | –            | –   | 2:2                  | –                  |
| Hapoel Haifa                | –                           | 1:0 | 1:2        | 1:1              |              | 0:2 | –                    | –                  |
| Hapoel Jerusalem            | –                           | –   | –          | 0:1              | –            |     | 1:0                  | 0:0                |
| Maccabi Petach Tikwa        | –                           | 4:3 | –          | –                | 0:0          | –   |                      | 0:4                |
| Hapoel Nof HaGalil          | –                           | 0:2 | –          | 0:2              | 1:0          | –   | –                    |                    |

## Torschützenliste
| Pl. | Name              | Team                        | Tore |
| --- | ----------------- | --------------------------- | ---- |
| 01. | Omer Atzili       | Maccabi Haifa               | 20   |
| 02. | Dean David        | Maccabi Haifa               | 15   |
| 02. | Itamar Shviro     | Hapoel Ironi Kirjat Schmona | 15   |
| 02. | Stipe Perica      | Maccabi Tel Aviv            | 15   |
| 05. | Igor Zlatanović   | Maccabi Netanya             | 12   |
| 06. | Alen Ožbolt       | Hapoel Haifa                | 11   |
| 06. | Alon Turgeman     | Hapoel Haifa                | 11   |
| 08. | Nikita Rukavytsya | Hapoel Be’er Scheva         | 10   |
| 08. | Ramzi Safouri     | Hapoel Be’er Scheva         | 10   |